# Abu l-'Atahiya
Abū l-ʿAtāhiya (in arabo أبو العتاهية‎?; Kūfa o ʿAyn al-Tamr, 748 – 825 o 826) è stato un poeta arabo.
Laqab di Abū Isḥāq Ismāʿīl b. al-Qāsim b. Suwayd b. Kaysān, fu cortigiano degli Abbasidi a Baghdad, poeta e autore di poesia gnomica.

## Biografia
La sua famiglia era, da qualche generazione, "cliente" (mawlā) della tribù dei B. ʿAnaza e il sentimento d'inferiorità, esaltata dalla sua povertà, fu da lui espresso in alcuni dei suoi ultimi poemi.
Un panegirico da lui composto in onore del califfo Muḥammad al-Mahdī lo fece entrare nelle grazie della corte abbaside di Baghdad, anche se al-Mahdī non gradì affatto un suo ghazal amoroso rivolto a una schiava di una sua cugina, che lo fece frustare ed esiliare a Kūfa quando il poeta compose alcuni versi irriguardosi nei confronti del califfo, ritenuto responsabile dell'insuccesso del suo corteggiamento.
Quando alla morte tragica di al-Mahdī tornò nella capitale abbaside, le cose non migliorarono, dal momento che le lodi da lui rivolte al nuovo califfo al-Hādī, provocarono l'indispettita reazione del fratello (e presto successore) Hārūn al-Rashīd, che lo imprigionò assieme all'amico Ibrāhīm al-Mawṣilī, che aveva messo in musica alcune sue liriche.
Cambiò più tardi inspiegabilmente registro e passò alla composizione di poemi ascetici e l'insistito riferimento al contrapposto binomio Bene-Male fece sorgere alcuni sospetti circa un suo preteso (ma indimostrato) sentimento manicheo.